# Кубок Шпенглера 1943
Кубок Шпенглера 1943 — 19-й турнір Кубок Шпенглера, що проходив у швейцарському місті Давос в період з 29 грудня по 31 грудня 1943 року.
Результати:
29.12.1943  Цюрих СК —  Лозанна — 5:3 (2:1,0:2,3:0)
30.12.1943  «Давос» —  Лозанна — 5:1 (0:1,2:0,3:0)
31.12.1943  «Давос» —  Цюрих СК — 3:2 (2:1,0:0,1:1)
Підсумкова таблиця:
1. «Давос»
2. Цюрих СК
3. Лозанна.